# Museo etnografico romagnolo Benedetto Pergoli
Il Museo etnografico romagnolo Benedetto Pergoli è un museo della città di Forlì, intitolato a Benedetto Pergoli, originariamente suddiviso in due sedi: uno nel Palazzo del Merenda, in Corso della Repubblica e l'altro a Palazzo Gaddi in Corso Garibaldi. Nel settembre 2004, in seguito a lavori di restauro di Palazzo Gaddi, i reperti presenti in questa sede sono stati collocati in un deposito sito a Villafranca.

## Descrizione

### Sezione ubicata presso il Palazzo del Merenda
Vi figurano l'osteria, la cantina gli ambienti domestici (cucina, due tinelli, camera da letto matrimoniale e singola) la saletta dei tessuti romagnoli, con numerosi copriletto tessuti a mano. Sono presenti anche esempi di botteghe artigianali: ciabattino, cappellaio, sarto, stampa a ruggine, vasaio, liutaio, fabbro e orafo
Nei corridori trova posto anche una collezione di caveja, mobili rustici del XVII secolo, pregiate ceramiche fra cui spicca il nucleo delle targhe devozionali. Sono presenti anche varie donazioni di corredi nuziali risalenti al fine del XIX e l'inizio del XX secolo.
L'accesso alla sala è temporaneamente sospesa per motivi tecnici.

### Sezione ubicata presso il Palazzo Gaddi
Questa sezione, che non è visitabile perché spostata in altra sede, conserva una ricca scelta di materiali legati al lavoro contadino. Sono qui state ricostruite varie botteghe come quella del barbiere, droghiere, sellaio, cordaio, maniscalco e rilegatore, falegnami e corniciaio.
Alcune salette sono dedicate alla marineria e un piccolo ambiente conserva attrezzi inerenti all'attività dei salinari.
Vengono contenuti reperti anche relativi all'allevamento dei bachi da seta, alla lavorazione della canapa, alla filatura e tessitura, all'aratura, alla semina, alla falciatura, alla trebbiatura, sia manuale che effettuata meccanicamente con l'ausilio della locomobile, al ciclo della vite, ai mezzi di locomozione e trasporto. Sono conservati esemplari originale di trgge, plaustro (carro agricolo), alcuni dei quali recanti la castellata, ai birocci sino ad un'auto da corsa della scuderia Bandini.
Viene conservata la prima pompa ad acqua avuta in dotazione dal corpo dei pompieri di Forlì ed il carrettino dei gelati risalenti ai primi del novecento.
Vengono conservate dure metriche e di peso utilizzati prima dell'uso del sistema metrico decimale.